# Human Development and Capability Association
Human Development and Capability Association (HDCA) lanserades i september 2004 vid den fjärde kapacitetskonferensen i Pavia, Italien. Organisationen grundades för att främja forskning, från flera discipliner, om viktiga problemområden för mänskligheten, däribland fattigdom, rättvisa, välbefinnande och ekonomi. Organisationen håller årliga konferenser; underhåller en webbplats och e-postlista; stöder utbildningsaktiviteter; och ger ett forum där forskningssamverkan kan växa fram.

## Fellows
Lista över HDCA Fellows (december 2015).
A
- Bina Agarwal
- Sabina Alkire
- Paul Anand[3]
- P B Anand[4]
- Sudhir Anand[5]
- Elizabeth S. Anderson
- Proochista Ariana[6]
- Tony Atkinson
- Ken Arrow

B
- Kaushik Basu
- Mario Biggeri[7]
- François Bourguignon
- Andrea Brandolini[8]
- Harry Brighouse
- Tania Burchardt[9]

C
- Satya Chakravarty[10]
- Enrica Chiappero-Martinetti[11]
- David Clark[12]
- Joshua Cohen
- David Crocker

D
- Séverine Deneulin
- Keith Dowding
- Jean Drèze
- Jay Drydyk[13]
- Jean Luc Dubois[14]
- Anantha Duraiappah[15]

F
- James E. Foster[16]
- Sakiko Fukuda-Parr

G
- Wulf Gaertner[17]
- Des Gasper[18]
- Ann Goldin[19]

H
- John Hammock[20]
- David Hulme

I
- Solava Ibrahim[21]
- Javier Iguiñiz[22]

K
- Ravi Kanbur
- Stephan Klasen[23]
- Jeni Klugman
- Jaya Krishnakumar[24]
- Barbara Ky[25]

L
- Ortrud Lessmann[26]
- Luis Felipe Lopez-Calva[27]

M
- Henk Manschot[28]
- Guillermo Bornemann Martinez[29]
- Mark McGillivray[30]
- Allister McGregor[31]

N
- Adil Najam
- Zina Nimeh[32]
- Farhad Noorbakhsh[33]
- Martha Nussbaum

O
- Avner Offner[34]
- Ilse Oosterlaken[35]
- Siddiqur R. Osmani[36]

P
- Prasanta K. Pattanaik
- Philip Pettit
- Antonella Picchio[37]
- Thomas Pogge
- Antoanneta Potsi[38]
- Hilary Putnam

Q
- Mozaffar Qizilbash[39]

R
- Sanjay Reddy[40]
- Henry S. Richardson
- Ingrid Robeyns
- José Manuel Roche[41]

S
- Michael J Sandel
- Erik Schokkaert[42]
- Amartya Sen
- Randy Spence[43]
- Frances Stewart[44]
- Subbu Subramanian[45]
- Robert Sugden
- Kotaro Suzumura

T
- Lorella Terzi[46]
- Erik Thorbecke
- Graciela Tonon[47]
- John Toye[48]

U
- Elaine Unterhalter[49]

V
- Martin van Hees
- Sridhar Venkatapuram[50]
- Andrea Vigorito[51]
- Polly Vizard[52]

W
- Melanie Walker[53]
- Gareth Wall[54]
- Maria Monica Wihardja[55]
- Jonathan Wolff

Z
- Stefano Zamagni